# Jan Gonda
Jan Gonda (Gouda, 14 aprile 1905 – Utrecht, 28 luglio 1991) è stato un linguista, indologo e storico delle religioni olandese.
È stato uno dei più importanti studiosi occidentali delle lingue e delle religioni dell'Asia. Le sue opere, scritte in inglese, olandese e tedesco, sono un punto di riferimento per gli studiosi di quei contesti culturali.

## Biografia
I suoi studi e la sua carriera di studioso ebbero come luogo principale la  Rijksuniversiteit di Utrecht dove, a partire dal 1923, approfondì le lingue greca e latina in un'ottica di linguistica comparata. Studiò quindi il sanscrito e l'arabo, conseguendo il dottorato in Lingue indoeuropee. 
Essendosi costituita, nel 1925, la Facoltà di Indologia presso la Rijksuniversiteit, Jan Gonda ebbe modo, a partire dal 1929, di seguire dei corsi di lingua malese e giavanese di cui poi divenne insegnante.
Nel 1932 Jan Gonda fu nominato professore associato di sanscrito (unitamente all'avestico e all'antico persiano), sempre presso la Rijksuniversiteit, e, a partire dal 1941, titolare della medesima cattedra.
Jan Gonda non visitò mai il continente asiatico, questa mancata conoscenza sul campo delle discipline che seguiva fu compensata, tuttavia, dalla vasta erudizione che aveva della letteratura di riferimento, approfondita sia dal punto di vista storico che da quello filologico.
Morì il 28 luglio 1991, a Utrecht.

## Opere
- 1929 - ΔΕΙΚΝΥΜΙ (tesi di laurea, Utrecht).
- 1932 - Austrisch en Arisch (lezione inaugurale, Utrecht).
- 1933 - Brahmandapurana (Bibliotheca Javanica 5. Batavia, Koninklijk Bataviaasch Genootschap): Traduzione ed edizione critica.
- 1933—1936 - Agastyaparwa (in BKI 90 en BKI 94. Leiden, KITLV): Traduzione ed edizione critica.
- 1936—1937 - Bhismaparwa ((Bibliotheca Javanica 7 en 7a. Batavia, Koninklijk Bataviaasch Genootschap): Traduzione ed edizione critica.
- 1947 - Letterkunde van de Indische Archipel (Amsterdam/Brussel, Elsevier).
- 1949 - Opmerkingen over Oud-Javaanse zinsleer
- 1949 - Campaka— (in lingua francese)
- 1949 - Een type van syntactische spraakzaamheid
- 1952 - Sanskrit in Indonesia (Nagpur, International Academy of Indian Culture).
- 1969 - Eye and Gaze in the Veda
- 1974 - The Dual Deities in the Religion of the Veda
- 1978 - Hymns of the Rgveda not Employed in the Solemn Ritual
- 1978 - De Indische zondvloed-mythe
- 1980 - The Mantras of the Agnyupasthána and the Sautrámani
- 1982 - The Haviryajnah Somah. The Interrelations of the Vedic Solemn Sacrifices Sankhayana Srautasutra 14, 1-13. Translation and Notes
- 1983 - Soma's Metamorphoses. The Identifications in the Oblatory Rites of Satapatha-Brahmana 12, 6, 1
- 1984 - Prajapati and the Year
- 1986 - The Ritual Functions and Significance of Grasses in the Religion of the Veda